# Mary Anthony
Mary Anthony (1916, Newport (Kentucky) - 2014, Manhattan (Nova York)) va ser una ballarina, coreògrafa i professora de dansa moderna. El seu treball va estar molt influït per Martha Graham i Hanya Holm.
A partir de 1946 va començar a ensenyar dansa al New Dance Group de la ciutat de Nova York. Als anys 50 va ballar a moltes produccions de la New York City Opera i va coreografiar nombrosos musicals a Itàlia. El 1956 va fundar la Mary Anthony Dance Company.